# Élections municipales bangladaises de 2020-2021
Les élections municipales bangladaises de 2020-2021 ont lieu les 28 décembre 2020 et 16 janvier 2021 afin d'élire les conseillers municipaux du Bangladesh.
Le pays connait depuis plusieurs années une crise démocratique. De nombreux incidents sont signalés pendant le déroulement du scrutin.